# الدعاية ووسائل الإعلام

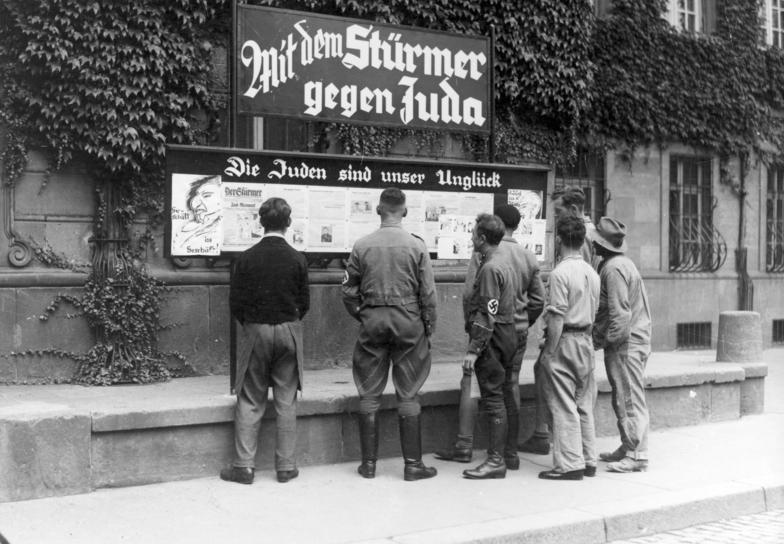

الدعاية شكل من أشكال الإقناع الذي يستخدم غالبًا في وسائل الإعلام لدعم نوع من المشاريع، مثل مشاريع شخصية أو سياسية أو تجارية، من خلال إثارة استجابة عاطفية أو إلزامية من الجمهور. وهي تشمل المشاركة المتعمدة للوقائع والآراء والفلسفات التي تهدف إلى تغيير السلوك وتحفيز الناس على العمل.
لشرح الارتباطات الوثيقة بين وسائل الإعلام والدعاية، يرى ريتشارد آلان نيلسون أن الدعاية شكلٌ من أشكال الإقناع المصاحب للنية في المساعدة في النقل المتحكم به للمعلومات أحادية الجانب من خلال وسائل الإعلام. لا يمكن فصل وسائل الإعلام والدعاية عن بعضهما البعض.
تلعب وسائل الإعلام، باعتبارها نظامًا لنشر المعلومات والرسائل ونقلها للجمهور، دوراً في تسلية وترفيه وإعلام الأفراد بالقواعد والقيم التي تضعهم في البنية الاجتماعية. ونتاجًا لذلك، تكوّن الدعاية عبارة عن صراعات بين طبقات المجتمع المختلفة. في الوقت الحاضر، في مجتمع تغمره وسائل الإعلام، تعد وسائل الإعلام المنصة الرئيسية والمنتج الأفضل لتنفيذ أعمال الدعاية والدفع قدماً بالمشاريع.
حاليًا، يمكن استخدام كميات مختلفة من الوسائل الحديثة لتقديم الدعاية إلى جمهورها المراد مثل الراديو والتلفزيون وملصقات الأفلام وتوزيعات الموسيقا والهواتف الذكية، على سبيل المثال لا الحصر.

## الأصول
كانت «الدعاية» مصطلحًا شائع الاستخدام في عام 1914، بداية الحرب العالمية، على الرغم من أن أصلها يعود إلى اليونان القديمة. في أثينا، المكان الأصلي للحضارة الغربية وكذلك مركز ثقافة شمال البحر الأبيض المتوسط، كانت طبقة المواطنين واعية ومطلعة جيدًا على اهتماماتها وشؤونها العامة. وهكذا، خلقت النزاعات والاختلاف حول المصالح الفردية والمسائل الدينية الأخرى الدعاية. دون مصادر وسائل الإعلام الحديثة مثل الصحف والراديو والتلفزيون التي تعمل كوسيلة لنشر المعلومات، يمكن لسلسلة من البدائل أن تلعب دورًا في ترويج القيم والمعتقدات لتشكيل وصياغة آراء الرجال. يمكن لهذه السلسلة أن تشمل المسرحيات والألعاب والمهرجانات الدينية. بالإضافة إلى ذلك، هناك أداة أخرى للدعاية في مجتمع متحيز شفهيًا وهي الخطابة.
تتمتع الدعاية اليوم بمعانٍ ضمنية سلبية في سياق سياسي، رغم أن الكلمة دخلت اللغة بأصول دينية. أنشأ البابا غريغوريوس الخامس عشر مؤسسة لنشر الإيمان ومعالجة سلسلة من شؤون الكنيسة، وهي مجمع نشر الإيمان. علاوة على ذلك، أُنشئت كلية للدعاية تحت قيادة البابا أوربان الثامن لتدريب الكهنة على البعثات. فعلى مدى المراحل التاريخية، كانت الدعاية بارزة دوماً في مساندة الحركات الاجتماعية مثل الاستقلال الأمريكي، والثورة الفرنسية، وخاصة في أثناء أوقات الحرب. وكثيرًا ما طُلب من الدعاية وقت الحرب التلاعب بالرأي العام لكسب مزيد من الحلفاء على الصعيد الدولي، فضلًا عن دعوة المواطنين إلى الإسهام والتضحية في الحرب على الصعيد المحلي.

## وسائل الإعلام
أصبحت وسائل التواصل الاجتماعي أدوات قوية للدعاية، إذ أصبح الوصول إلى الإنترنت متيسراً بشكل غير مسبوق لكل فرد. توفر مواقع التواصل الاجتماعي التفاعلية منبراً قوياً للنقاش وتبادل الآراء. فالدعاية، في شكل فيديو يجري تحميله على يوتيوب، أو منشور على فيسبوك أو تويتر، أو حتى تعليق، لها فعالية بعيدة المدى في نشر بعض القيم والمعتقدات. ومن العناصر الأخرى التي تجعل وسائل التواصل الاجتماعي فعالة في تبادل الدعاية أنها يمكن أن تصل إلى كثير من الناس بقليل من الجهد، ويمكن للمستخدمين أن ينقِّوا المحتوى لإزالة المحتوى الذي لا يريدونه مع الاحتفاظ بما يودون أن يروه.

### البحث
أطلقت جامعة أكسفورد في عام 2017 مشروع البحوث الدعائية الحاسوبية، وهو سلسلة من الدراسات التي تبحث في كيفية استخدام وسائل التواصل الاجتماعي على الصعيد العالمي للتلاعب بالرأي العام. ووجدت الدراسة، التي استخدمت مقابلات و«عشرات الملايين من المقالات في سبعة مواقع مختلفة على شبكات التواصل الاجتماعي خلال عشرات الانتخابات والأزمات السياسية وحوادث الأمن القومي»، أن حوالي 45% من حسابات تويتر في روسيا هي حسابات وهمية، وأن حملة ضد الرئيس تساي إنغ -وين في تايوان تضمنت تنسيق الآلاف من الحسابات بشدة وتبادل الدعاية الصينية. واستُخدمت تقنيات للإعجاب والمشاركة والنشر على مواقع التواصل الاجتماعي. وقد استخدمت حسابات وهمية للبناء والتشغيل الآلي في «خوارزميات اللعبة» لدفع محتوى مختلف على المنصات. يمكن تغطية المحتوى الحقيقي الذي يقدمه أشخاص حقيقيون ويمكن للحسابات الوهمية أن تفعل تدابير الدعم على الإنترنت، مثل عدد الإعجابات أو إعادة التغريدات لمنشور ما، مع العلم أنها لا تستحق هذه الأهمية، ما يؤدي إلى خداع المستخدمين ليعتقدوا أن جزءاً معيناً من المحتوى يحظى بشعبية كبيرة، وهي عملية تعرف بالموافقة المصطنعة.

### اليوتيوب
يضم موقع اليوتيوب أكثر من بليون مستخدم شهريًا. وهذا يعني أن الكثيرين يحظون على الأرجح بفرصة مشاهدة أفلام الفيديو التي ينشرها الآخرون. مع هذا المكان واسع الازدهار للدعاية، تحاول الجماعات الإرهابية مثل داعش أن تضع فيديوهات على اليوتيوب ليشاهدها الملايين. غالباً ما ينشرون فيديوهات لهم يساعدون المدنيين أو الأطفال. تُظهر مقاطع الفيديو التي يصورونها أنهم لطفاء في محاولة تغيير رأي الناس عنهم. غير أنهم ينشرون أيضًا مقاطع فيديو لبث الخوف في نفوس الآخرين وإقناعهم بنصرة قضيتهم. خوفًا من تأثر شعبهم بالانضمام إلى جماعات مثل داعش، ينشر داعش مقاطع فيديو لمناشدة المتطرفين، «إنهم يصنعون مقاطع الفيديو هذه بطريقة تغري الأشخاص المعرضين لأنواع التطرف». وكما جاء في صحيفة نيويورك تايمز، نشرت كوريا الشمالية شريط فيديو دعائي على يوتيوب يصور في الأساس حاملة طائرات أمريكية وطائرة حربية تدمر بكرات نارية مطلقة عن طريق الحاسوب، وهي أحدث التهديدات في حرب كلامية متصاعدة بين البلدين. الفيديو الذي نشرته إحدى وسائل الإعلام الرسمية سردته امرأة ويتضمن صوراً لجيش كوريا الشمالية. وطبقاً للفيديو فإن صواريخ كوريا الشمالية سوف «تدمر بلمح البصر»، وسوف «تسقط الطائرة من السماء» كما يحذر الفيديو.

### تويتر
خلال الانتخابات الرئاسية لعام 2016، سُحبت على تويتر 200 ألف تغريدة عُدّت «عملاً كيدياً» من حسابات مرتبطة بروسيا. وقد نشرت الروايات مئات الآلاف من هذه التغريدات زاعمين أن الديمقراطيين يمارسون السحر وتظاهروا بأنهم ناشطون في قضية حياة السود. وتمكن المحققون من تتبع الغلاف الدعائي  للحساب وربطه إلى قراصنة الكمبيوتر الروسيين المرتبطين بالكرملين. التي تأسست في عام 2013 وكانت تعرف باسم وكالة بحوث الإنترنت.

### توظيف الكليات
حاليًا، يستخدم مدربون جامعيون تويتر كوسيلة لاجتذاب الخريجين الجدد. بما أن معظم مدربي الكلية لديهم عدد كبير من المتابعين، فيمكنهم استخدام منصتهم لمساعدة العاطلين والحصول على الاهتمام من خلال نشر مقالات عنهم. هذا النهج هو الأكثر استخدامًا على لاعبي كرة القدم لأنه إذا نشر مدربٌ ما عنهم فهذا يشعرهم بأنهم مرغوب بهم ومحترمون. أحد الأمثلة على كيفية استخدام المدربين لتويتر للاستقطاب هو التقاط صورة للاعب الذي يلعب كرة القدم وتعديل الصورة ليبدو وكأنه يرتدي الزي الرسمي لتلك الكلية ثم نشره على تويتر الخاص بهم. يعطي هذا لقاعدة المعجبين فرصة للرد والمديح للرياضي وهو أمر ضروري لأن اللاعب قد يتخذ قراره الجامعي على أساس المدرسة وقاعدة المعجبين الأكثر حبًا. يستطيع الرياضيون أيضاً استخدام تويتر كمنصة للمساعدة في جعل مدربي الكلية يلاحظونهم. فالرياضي يستطيع أن يعرض موهبته على العالم بنشر فيديوهات مميزة، وببساطه ينتظر مدربًا ليراها. ولكن يتعين على اللاعبين أن يتوخوا الحذر بشأن المحتويات التي ينشرونها، وذلك لأن المدربين في عالم اليوم لن يقدموا منحة دراسية لأي شخص يحتوي حسابه على محتوى خادش.

### الفيسبوك
أحدث الفيسبوك تأثيراً هائلاً على المجتمع من خلال السماح لآلاف الأشخاص بالاتصال بأسرهم وأصدقائهم، وتمكينهم من الاطلاع على آخر المستجدات في بقية أنحاء العالم. ولكن استخدام الفيسبوك يؤدي إلى نشاط الدعاية على الإنترنت بشكل مباشر. وهناك أيضاً أبحاث تشير إلى أن هناك حسابات فيسبوك «خفية» وراء خلق الدعاية السياسية على شبكة الإنترنت «لتقليد هوية الخصم حتى يشعل ردود فعل بغيضة وعدائية» من وسائل الإعلام والمنافسة. ظهر ذلك بعد دراسة حالة على صفحة دنماركية على فيسبوك تشكل صفحاتها لتبدو وكأنها صفحات إسلامية متطرفة لمساعدة «إثارة ردود فعل عنصرية ومعادية للمسلمين فضلاً عن المشاعر السلبية تجاه اللاجئين والمهاجرين في الدنمارك». 

## الموسيقا
إن أكثر أنواع الموسيقا تركيزًا على الدعاية هي الموسيقا الوطنية والحربية في أيّ بلد. وبأغانٍ مثل «وداع المرأة السلافية»، و«هناك»، و«بارك الله الولايات المتحدة الأمريكية»، و«الابن المحظوظ»، وغلاف جيمي هندريكس للنشيد الوطني الأمريكي، فإن هذه الأغاني تهدف إلى إثارة مشاعر الاحترام والوطنية تجاه البلدان، أو التمرد والاشمئزاز من تصرفات البلدان. وعلى حد تعبير صحيفة شيكاغو تريبيون، فإن الأغاني الوطنية مصممة بحيث «تجعلنا نشعر بالرضا عن بلادنا حتى عندما ترتكب بلادنا أمراً نعتقد أنه خطأ».

## الموافقة المصطنعة
يناقش كتاب «الموافقة المصنعة» لنعوم تشومسكي هذا المفهوم باستخدام تشومسكي تشبيه الآلة الإعلامية التي تقسم الأساليب التي تستخدمها وسائل الإعلام إلى خمسة حقول مختلفة، بما في ذلك كيفية عمل وسائل الإعلام من خلال الملكية والإعلان ووسائل الإعلام والنخبة والعدو المشترك المتفق عليه. وقد استكشفت العلاقة بين المشاهد والمذيع منذ بداية الاتصالات الجماهيرية -وهو مستهلك ومنتج في سياق وسائل الإعلام. ولم يقتصر الأمر على الجدال في الكيفية التي أدى بها اختراع التلفزيون إلى تغيير تركيبة الأسر، بل وأيضاً في الكيفية التي تحولت بها المنافذ الإخبارية والإنترنت إلى أدوات قوية لدفع الدعاية وبعض المعلومات المنتقاة عن المستهلكين. تخلق المساحات المصنعة في وسائل الإعلام «فقاعات إعلامية» من خلال آليات مثل الرأسمالية الخوارزمية. فهي تسعى إلى السيطرة على إيديولوجيات المستهلكين من خلال تزويدهم بوابل من المعلومات التي تميل إلى جانب واحد في حين تحرمهم من الموضوعية. 

## صناعة الإعلانات

### التشديد والقمع في الإعلان
تستخدم شركات الإعلام الإعلانات لتطوير الدعاية. وأفادت دراسات بأن المنظمات تستخدم الإعلانات لترويج الدعاية الاقتصادية من طريق التأثير على نظرة المستهلكين إلى العلامات التجارية. ومن الناحية المثالية، يحتاج المستهلكون إلى الحصول على جميع المعلومات اللازمة لاتخاذ قرارات الشراء. بل على العكس من ذلك، تحتوي الإعلانات على معلومات إيجابية ومبالغ فيها تهدف إلى إقناع المستهلك بشراء منتج معين. ومن المعروف أن إعلانات كثيرة تتضمن عبارات مثل «أقوى بـ 50 في المئة» أو «أقل من 30 في المئة من الدهون»، يجري التشديد عليها بقوة. تضلل هذه التصريحات المستهلكين الذين لا يأخذون في الاعتبار العيوب المرتبطة بالمنتجات التي يجري تجاهلها في الإعلان مع التركيز على السمات المبالغ فيها. وبالتالي، تكون هذه الاستراتيجية بمثابة دعاية لأن الشركات تستخدمها لحمل المستهلكين على اتخاذ قرارات غير عقلانية بالتأثير المتعمد.